# Notoscyphus lutescens
Notoscyphus lutescens är en bladmossart som först beskrevs av Lehm. et Lindenb., och fick sitt nu gällande namn av William Mitten. Notoscyphus lutescens ingår i släktet Notoscyphus och familjen Geocalycaceae. Inga underarter finns listade i Catalogue of Life.